# Baseball ai Giochi della XV Olimpiade
Il baseball torna alle Olimpiadi per la terza volta come dimostrazione ai Giochi di Helsinki del 1952. Il 31 luglio fu giocata una partita di una variante finnica del baseball chiamata pesäpallo.
Il primo lancio della partita fu di Lauri Pihkala, l'inventore di questo sport, alla partita presero parte la nazionale di baseball della Finlandia e la  Worker's Athletic Federation e si concluse con la vittoria dei primi per 8-4.